# Ilybius poppiusi
Ilybius poppiusi är en skalbaggsart som beskrevs av Zaitzev 1907. Ilybius poppiusi ingår i släktet Ilybius och familjen dykare. Inga underarter finns listade i Catalogue of Life.